# Oligembia versicolor
Oligembia versicolor är en insektsart som beskrevs av Ross 1972. Oligembia versicolor ingår i släktet Oligembia och familjen Teratembiidae. Inga underarter finns listade i Catalogue of Life.